# Wahl des Rats der deutschen Kulturgemeinschaft 1981
- SP: 3
- PFF: 6
- CSP: 9
- PDB: 7

Die Wahl des Rats der deutschen Kulturgemeinschaft 1981 fand am 8. November 1981 statt. Gewählt wurden die Mitglieder der Legislative der damaligen deutschen Kulturgemeinschaft Belgiens, der heutigen Deutschsprachigen Gemeinschaft, für die Legislaturperiode 1981–1986. Zur Wahl stellten sich die Christlich Soziale Partei (CSP), die Sozialistische Partei (SP), die Partei für Freiheit und Fortschritt (PFF) und die Partei der deutschsprachigen Belgier (PDB).
Nachfolgende Tabelle zeigt den Ausgang der Wahl:
| Partei | Anteil in % | Anzahl Sitze |
| ------ | ----------- | ------------ |
| CSP    | 34,7        | 9            |
| SP     | 11,4        | 3            |
| PFF    | 24,5        | 6            |
| PDB    | 29,4        | 7            |

Am 31. Dezember 1983 wurde aus der deutschen Kulturgemeinschaft die Deutschsprachige Gemeinschaft. Infolgedessen wurde am 30. Januar 1984 der neu geschaffene Rat der Deutschsprachigen Gemeinschaft (RDG) eingesetzt, der am selben Tag die erste Gemeinschaftsregierung wählte. Diese setzte sich aus CSP, SP und PFF zusammen.